# Beatriz de Borbón y Battenberg

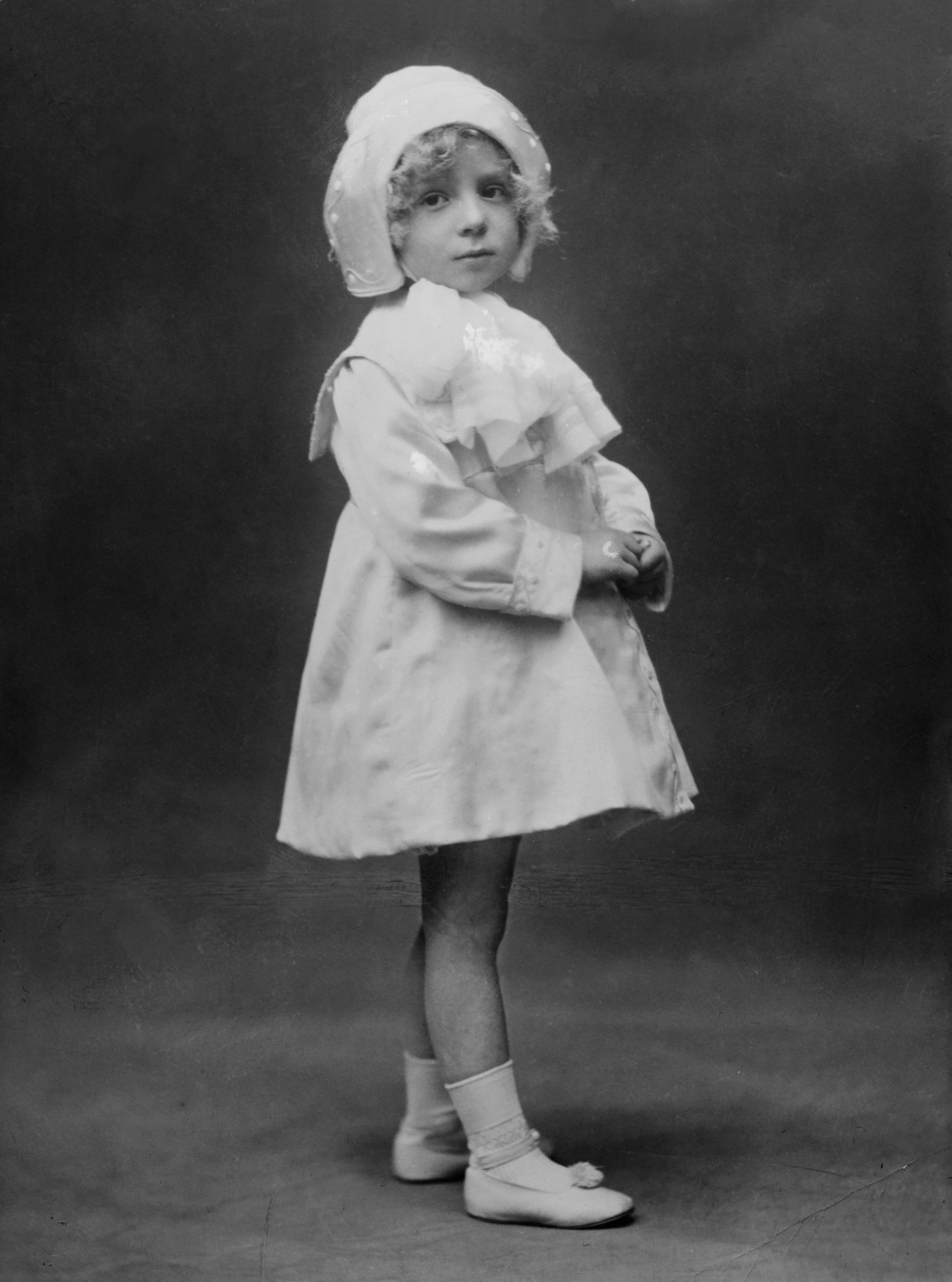
Infantka Beatrycze jako dziecko

Beatriz Isabel Federica Alfonsa Eugenia Cristina María Teresa Bienvenida Ladislàa de Borbón y Battenberg (ur. 22 czerwca 1909 w San Ildefonso, zm. 22 listopada 2002 w Rzymie) – hiszpańska infantka, księżna Civitella-Cesi.

## Życiorys
Urodziła się w Pałacu Królewskim w La Granja de San Ildefonso jako starsza spośród dwóch córek (trzecie dziecko) króla Hiszpanii - Alfonsa XIII z jego małżeństwa z Wiktorią Eugenią Battenberg. W 1931 razem z rodziną uciekła z Hiszpanii i na jakiś czas osiadła w Paryżu, a następnie przeniosła się do Fontainebleau. W tym samym roku zaręczono ją z kuzynem Álvaro de Orleans y Borbón, najstarszym synem infanta Alfonsa de Orleans y Borbón i księżniczki Beatrycze Brytyjskiej. 
14 stycznia 1935 w Rzymie, po zrzeczeniu się praw dynastycznych, poślubiła piątego księcia Civitella-Cesi Alessandro Torlonię - syna księcia Marino Torlonia i Amerykanki Mary Elsie Moore. W ceremonii ślubnej uczestniczył król Alfons, król Wiktor Emanuel III i królowa Helena Włoska oraz 52 książąt krwi królewskiej. Po ceremonii para udała się na audiencję do papieża Piusa XI. Para miała czworo dzieci:
- księżniczka Sandra Vittoria Torlonia (14 lutego 1936 - 5 grudnia 2014)

∞ hrabia Tommaso Lequio di Assaba
- Marco Alfonso Torlonia (2 lipca 1937 - 31 grudnia 2014), od śmierci ojca w maju 1986 szóstego księcia Civitella-Cesi

∞ Orsetta Caracciolo di Castagneto (1940–1968)
∞ Philippa Catherine McDonald (ur. 1942)
∞ Blažena Anna Helena Svitáková (ur. 1940)
- książę Marino Riccardo Franceso Giuseppe Torlonia (1939–1995)
- księżniczka Olimpia Emanuela Enrichetta Maria Torlonia (ur. 27 grudnia 1943)

∞ Paul-Annik Weiller
Beatrycze mieszkała w Rzymie do końca życia. Zmarła w rzymskim Palazzo Torlonia, w wieku 93 lat.